# Liste der Hochhäuser in Wisconsin
In der Liste der Hochhäuser in Wisconsin werden die Hochhäuser im US-Bundesstaat Wisconsin ab einer strukturellen Höhe von 70 Metern aufgezählt. Das bedeutet die Höhe bis zum höchsten Punkt des Gebäudes ohne Antenne. Aufgezählt werden nur fertiggestellte und im Bau befindliche Gebäude.

## Auflistung der Hochhäuser nach Höhe
| Nr. | Name                            | Stadt     | Höhe    | Etagen | Baujahr        | Status |
| --- | ------------------------------- | --------- | ------- | ------ | -------------- | ------ |
| 1.  | U.S. Bank Center                | Milwaukee | 183,2 m | 42     | 1973           | Erbaut |
| 2.  | 100 East Wisconsin              | Milwaukee | 167,3 m | 37     | 1989           | Erbaut |
| 3.  | University Club Tower           | Milwaukee | 136 m   | 36     | 2007           | Erbaut |
| 4.  | Milwaukee Center                | Milwaukee | 129,9 m | 28     | 1988           | Erbaut |
| 5.  | 411 East Wisconsin Center       | Milwaukee | 124,4 m | 30     | 1985           | Erbaut |
| 6.  | Northwestern Mutual Tower       | Milwaukee | 120,4 m | 19     | 1990           | Erbaut |
| 7.  | Kilbourn Tower                  | Milwaukee | 115,8 m | 33     | 2005           | Erbaut |
| 8.  | Milwaukee City Hall             | Milwaukee | 107,6 m | 15     | 1895           | Erbaut |
| 9.  | The Moderne                     | Milwaukee | 106,1 m | 30     | 2012           | Erbaut |
| 10. | Potawatomi Casino Hotel         | Milwaukee | 93,7 m  | 21     | 2014 (geplant) | im Bau |
| 11. | 1000 North Water Street         | Milwaukee | 90,2 m  | 16     | 1991           | Erbaut |
| 12. | Chase Tower                     | Milwaukee | 87,8 m  | 22     | 1961           | Erbaut |
| 13. | Wisconsin State Capitol         | Madison   | 86,7 m  | 5      | 1917           | Erbaut |
| 14. | Allen-Bradley Clocktower        | Milwaukee | 86,3 m  | 17     | 1962           | Erbaut |
| =   | Northwestern Mutual Place       | Milwaukee | 86,3 m  | 16     | 1979           | Erbaut |
| 16. | Wisconsin Tower                 | Milwaukee | 85,4 m  | 23     | 1930           | Erbaut |
| 17. | Marshall & Ilsley Bank Building | Milwaukee | 84,4 m  | 21     | 1969           | Erbaut |
| 18. | Bayview Terrace                 | Milwaukee | 83,8 m  | 25     | 1964           | Erbaut |
| 19. | Hilton Milwaukee City Center    | Milwaukee | 83,5 m  | 25     | 1927           | Erbaut |
| 20. | 250 Plaza                       | Milwaukee | 83,2 m  | 18     | 1973           | Erbaut |
| 21. | Regency House                   | Milwaukee | 80,8 m  | 27     | 1969           | Erbaut |
| 22. | Juneau Village Apartments I     | Milwaukee | 80,5 m  | 27     | 1965           | Erbaut |
| 23. | Yankee Hill Apartments I        | Milwaukee | 79,5 m  | 23     | 1987           | Erbaut |
| 24. | The BreakWater                  | Milwaukee | 79,3 m  | 21     | 2009           | Erbaut |
| 25. | 633 Building                    | Milwaukee | 76,8 m  | 20     | 1962           | Erbaut |
| 26. | Arlington Court Apartments      | Milwaukee | 76,2 m  | 24     |                | Erbaut |
| =   | Locust Court Apartments         | Milwaukee | 76,2 m  | 24     |                | Erbaut |
| =   | The Pfister Hotel Tower         | Milwaukee | 76,2 m  | 21     | 1965           | Erbaut |
| =   | Wisconsin Gas Building          | Milwaukee | 76,2 m  | 20     | 1930           | Erbaut |
| 30. | Landmark on the Lake            | Milwaukee | 75,6 m  | 28     | 1991           | Erbaut |
| 31. | Cathedral Place                 | Milwaukee | 74,3 m  | 19     | 2004           | Erbaut |
| 32. | Sandburg Hall North             | Milwaukee | 73,9 m  | 27     | 1971           | Erbaut |
| 33. | Van Hise Hall                   | Madison   | 73,5 m  | 19     | 1967           | Erbaut |
| =   | First Wausau Tower              | Wausau    | 73,5 m  | 11     | 2007           | Erbaut |
| 35. | Diamond Tower                   | Milwaukee | 72,4 m  | 21     | 1982           | Erbaut |
| 36. | Hyatt Regency Milwaukee         | Milwaukee | 71,4 m  | 18     | 1980           | Erbaut |
| 37. | Straz Tower                     | Milwaukee | 71 m    | 18     | 1954           | Erbaut |